# جمهورية السودان الديمقراطية
جمهورية السودان الديمقراطية كان الاسم الرسمي للسودان في عهد الرئيس جعفر النميري في الفترة ما بين 1969 و1985.

## التاريخ
في 25 مايو 1969، استولى العديد من الضباط الشباب الذين أطلقوا على أنفسهم اسم حركة الضباط الأحرار على السلطة في السودان وبدأ عهد جعفر النميري. كان في قلب المؤامرة تسعة ضباط بقيادة العقيد جعفر النميري، المتورطين في مؤامرات ضد نظام إبراهيم عبود. استبق انقلاب النميري مؤامرات الجماعاتاللاا الأخرى، والتي تضم في معظمها فصائل الجيش المدعومة من الحزب الشيوعي السوداني، أو القوميين العرب، أو الجماعات الدينية المحافظة. بُرِّرَ الانقلاب على أساس أن السياسيين المدنيين شلوا عملية صنع القرار، وفشلوا في التعامل مع مشاكل البلاد الاقتصادية والإقليمية، وتركوا السودان دون دستور دائم.

## الاستقلال
شكل مؤتمر الخريجين في عام 1938 واجهة اجتماعية ثقافية لخريجي المدارس العليا في السودان ولكنه سرعان ما نادى بتصفية الاستعمار في السودان ومنح السودانيين حق تقرير مصيرهم. وقد استمرت الجهود حتى اجتمع البرلمان السوداني في 19 ديسمبر 1955 وأعلن استقلال السودان وطالب دولتي الحكم الثنائي المستعمرتين للبلاد بالاعتراف بالسودان دولة مستقلة. والتين وافقتا وتم الجلاء ورفع العلم السوداني في 1 يناير 1956.
شكلت ثلاثة تحديات رئيسية تاريخ سودان ما بعد الاستقلال وهي مسألة الدستور ومشكلة منطقة الجنوب ومعضلة التنمية في السودان. هذا بجانب الصراعات الأيديولوجية بين الأحزاب اليمينية واليسارية وبين الديمقراطيين والشموليين وقد حظي كل منهم بتجربة حظه في مواجهة التحديات الثلاثة الرئيسية أعلاه.

## الحكم المدني الأول
فشلت الأحزاب السودانية بعد الاستقلال في الاتفاق على أية صيغة توفيقية بينها حول نظام الحكم والدستور واستمر الخلاف لعدة سنوات بعد الاستقلال، كما اخفقت في تقديم حل لمشكلة جنوب السودان، بالإضافة لتردي الأحوال الاقتصادية مما مهد لتدخل الجيش لإقصائها من الحكم، مستغلا السخط الجماهيري المتزايد بتأزم الأوضاع في البلاد.

## الحكم العسكري الأول

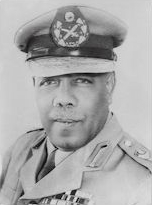
الفريق عبود

كان استيلاء الجيش بقيادة الفريق إبراهيم عبود على السلطة في 17 نوفمبر تشرين الثاني 1958م، أول ضربة لنظام التعددية الحزبية في السودان ومقدمة لسلسلة طويلة من الانقلابات العسكرية التي صبغت تاريخ البلاد.
شكل الحكم العسكري حكومة مدنية تكنوقراطية حاول من خلالها التصدي للمشاكل الأساسية الثلاثة للبلاد.

### المشكلة الدستورية
رأت الحكومة بأن مشكلة الدستور يمكن حلها بالاهتمام أولا بالحكم المحلي. أي البدء بإرساء قواعد الديمقراطية على المستوى المحلي ونشرها بين الناس. فتم في أغسطس]/آب 1959 تشكيل لجنة وزارية لدراسة نظام للحكم المحلي كخطوة أولى نحو صياغة نظام دستوري مناسب للسودان، وبناء على توصيتها صدرت ثلاث قوانين للحكم المحلي. وتم تأجيل صياغة دستور دائم للبلاد لتجنب نقل السلطة من المجلس الأعلى للقوات المسلحة الذي يترأسه الفريق عبود إلى برلمان منتخب.

### مشكلة الجنوب
اعتمدت حكومة إبراهيم_عبود عبود الحل العسكري على نفس نهج الحكومة التي سبقتها، وعينت بعض السياسيين الجنوبيين في مناصب قيادية كتعيين سانتينو دينق وزيرا للثروة الحيوانية. كما تبنت حكومة ثورة 17 نوفمبر (كما كان يطلق عليها آنذاك) سياسة قطع الدعم الأجنبي عن المتمردين من خلال وقف أنشطة الإرساليات التبشيرية المسيحية التي تم اتهامها بتأجيج النزاع وتغذية الاختلافات من خلال عمليات التبشير والتنصير في الجنوب.
منذ عام 1963م نشطت المعارضة الجنوبية في المنفى وبرز حزب سانو SANU الاتحاد السوداني الإفريقي الوطني بزعامة جوزيف لاقو كداعية إلى استقلال الجنوب، في حالة رفض الشمال الاتحاد الفيدرالي كحل للمشكلة. لم تتم الاستجابة لمبادرة لاقو، واستمر التصعيد من الجانبين مما أدى إلى اشتعال الحرب الأهلية في الجنوب. وظهرت في سبتمبر ايلول 1963م، حركة الأنيانيا Anyanya (والكلمة تعني الأفعى السوداء السامة بلغة قبيلة المادي التي ينتمي إليها زعيم ومؤسس الحركة جوزيف لاقو لتشن حرب عصابات في المديريات الجنوبية الثلاث (أعالي النيل، وبحر الغزال، والاستوائية) مما أدى إلى تدهور في الوضع الأمني فيها.

### التنمية
تبنت الحكومة خططا تنموية شملت البنيات الأساسية مثل مد خطوط السكك الحديدية، والتوسع في قطاع الزراعة من خلال إقامة مشاريع تنموية صغيرة في الأقاليم لتنمية الأرياف والمناطق النائية. وتم إبرام اتفاقية جديدة مع مصر لتقاسم مياه النيل أدت إلى رفع حصة السودان إلى 11 مليار متر مكعب من المياه وذلك في إطار صفقة شملت بناءالسد العالي والسماح بتدفق مياه بحيرة السد إلى داخل حدود السودان وإغراق حلفا القديمة.

### سقوط النظام
استغلت الأحزاب السياسية تدهور الوضع في الجنوب وجاهرت بمعارضتها لسياسات حكومة عبود من خلال تصريحات زعمائها وندوات كوادرها خاصة في الجامعات والمعاهد العليا. وانطلق الحراك من جامعة الخرطوم في شهر أكتوبر تشرين الأول على إثر إطلاق الشرطة النار على الطالب أحمد القرشي طه خلال تجمع طلابي، وتحول موكب تشييع القرشي إلى مظاهرة حضرها حوالي 30 الف شخص، تبعتها مظاهرات مماثلة في مدن أخرى كبيرة بالبلاد.
أعلن الفريق إبراهيم عبود عن استقالة حكومته وحل المجلس العسكري، ووافق على تشكيل حكومة انتقالية برئاسة سر الختم الخليفة، بقي الفريق عبود كرئيس للدولة حتى حل محله مجلس رئاسي يتكون من خمسة أعضاء لتبدأ فترة الديمقراطية الثانية.

## الحكم المدني الثاني
انتهى الحكم العسكري في أكتوبر / تشرين الأول 1964، وعادت الحياة الحزبية للمرة الثانية إلى السودان. وكان أهم هدف المرحلة هو إعادة البلاد إلى الحكم المدني وحل المشاكل التي تسببت في عدم الاستقرار. رفضت الأحزاب التطرق إلى مسألة الدستور في المرحلة الانتقالية قبل أجراء الانتخابات العامة.

### الحالة السياسية العامة
دخلت البرلمان في هذه الفترة حركات أقليمية أخرى إلى جانب الحركات الجنوبية تمثل القوى الإقليمية خارج المركز أبرزها مؤتمر البجا في شرق السودان الذي حاز على عشرة مقاعد واتحاد جبال النوبة في جنوب كردفان في حين انقسم حزب الأمة إلى جناحين: جناح الصادق المهدي وجناح الإمام الهادي المهدي (عم الصادق)، وأتحد حزبا الطائفة الختمية تحت اسم الأتحاد الديمقراطي، ودخل حزب سانو الجنوبي المعارض البرلمان بخمسة عشر مقعد وجبهة الجنوب بعشرة مقاعد، فيما غاب اليساريون الشيوعيون عن البرلمان.

#### قمة اللاءات الثلاث
.

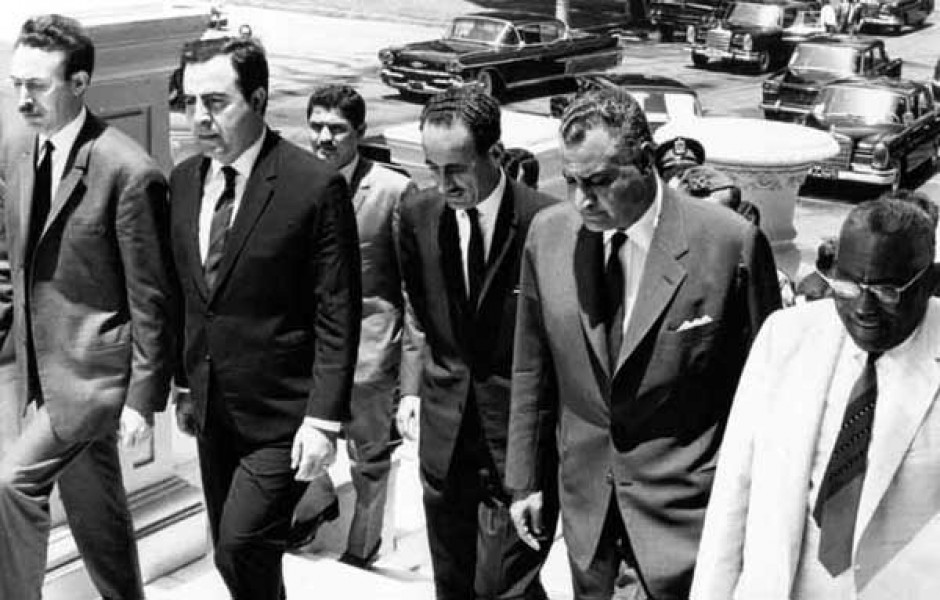
إسماعيل الأزهري، مع عبد الناصر وعارف والأتاسي وبو مدين أثناء القمة العربية الرابعة في الخرطوم

وعلى صعيد السياسة الخارجية نشطت حكومة محمد أحمد المحجوب عربيا، فاستضافت القمة العربية الرابعة في 29 اغسطس / آب 1967، عقب النكسة والتي عرفت بقمة اللاءات الثلاث.

#### رئاسة الصادق المهدي للوزراء
انتخب الصادق المهدي رئيسا لحزب الأمة في نوفمبر 1964م، واختلف مع عمه الإمام الهادي المهدي مما أدى للانشقاق المذكور في حزب الأمة، ضغط الصادق على رئيس الوزراء محمد أحمد محجوب للاستقالة حالما بلغ الصادق العمر القانوني المطلوب لرئاسة الوزراء، ثم تولى رئاسة الوزراء عن حزب الأمة في حكومة ائتلافية مع الحزب الوطني الاتحادي في 25 يوليو 1966م- خلفا للسيد محمد أحمد محجوب الذي قاد جزء من عضوية حزب الأمة بالبرلمان للمعارضة.

#### حل الحزب الشيوعي
أتهم الأخوان المسلمون عام 1965م أحد أعضاء الحزب الشيوعي السوداني بالإساءة إلى الإسلام في اجتماع عام. وقامت مظاهرات دعت إلى حل الحزب الشيوعي السوداني وانتهت بقيام الحكومة بطرح الموضوع في البرلمان الذي أجاز بأغلبية مشروع قرار يدعو إلى حل الحزب الشيوعي وحظر نشاطه وطرد نوابه من البرلمان بسبب ما أبداه الحزب من فكر إلحادي، وتعديل الدستور المؤقت على نحو يتيح تنفيذ القرار الذي لم يكن ممكنا في ظل الدستور المؤقت.
لجأ الحزب الشيوعي إلى المحكمة العليا وأثار دعوى قضائية ضد شرعية قرار الحكومة التي حكمت لصالحه يؤكد عدم دستورية قرار الحكومة وبطلانه، لكن حكومة الصادق المهدي تجاهلت حكم المحكمة العليا ومضت في تنفيذ قرارها. وفي يناير / كانون الثاني 1967 م، شارك الحزب الشيوعي في الانتخابات العامة تحت اسم الحزب الاشتراكي التفافا على قرار الحظر.

### مشكلة الجنوب
أبدت حكومة سر الختم الخليفة الانتقالية تسامحا في التعامل مع المعارضين الجنوبيين وضمت في عضويتها اثنين من أبناء الجنوب وأعلنت العفو العام عن المتمردين ودعت إلى مؤتمر حول المشكلة عرف بمؤتمر المائدة المستديرة الذي إنعقد في مارس/آذار 1965 م، بمدينة جوبا بجنوب السودان بهدف إيجاد حل لمشكلة الجنوب. وكان موقف الجنوبيين من القضية أثناء المؤتمر تتنازعه رؤيتان: الاتحاد (federation) والانفصال (separation).
كانت الرؤية الإتحادية تقوم على فكرة قيام دولتين: دولة شمالية وأخرى جنوبية. لكل منهما برلمانهاوسلطتها التنفيذية، إلى جانب كفالة حريتها في معالجة الأمور الاقتصادية والزراعية ومسائل التعليم والأمن، وأن يكون للجنوب جيش تحت قيادة موحدة للدولتين، وبذلك يصبح ما تدعو إليه هذه الرؤية أقرب إلى الكونفيدرالية، منه إلى الفيدرالية.
أما الجنوبيون الأكثر راديكالية في المؤتمر فقد كانوا يحبذون الحصول على حق تقرير المصير كتمهيد للاستقلال التام. وقاد هذا الاتجاه الزعيم الجنوبي أقري جادين رئيس حزب سانو في المنفى. أما الاتجاه الفيدرالي فكان بقيادة وليام دينق.
لم يكن هناك أي حزب شمالي مستعد لمناقشة هذه الأفكار ولذلك لم تتخذ أية محاولات جادة في المؤتمر للتعامل معها بأي شكل كان. وكل ما كانت الأحزاب الشمالية تريد التفاوض حوله في ذلك الوقت هو الاعتراف بحق الجنوب في تشكيل إدارة إقليمية في إطار السودان الموحد. وهكذا وصل المؤتمر إلى طريق مسدود زاد من عدم الثقة بين الجنوب والشمال.
استعرت الحرب الأهلية في الجنوب، وبدأ الجنوبيون المعارضون للحكومة في تنظيم انفسهم واستدرار تعاطف المجتمع الدولي واستنفارالرأي العام في الجنوب. وتم تأسيس حكومة السودان الجنوبية المؤقتة في المنفى كجناح مدني لحركة الأنيانيا. ثم أعلن المتمردون عن تأسيس «جمهورية النيل»، فحكومة «جمهورية انييدي» في المنفى.

## حكومة سوار الذهب العسكرية المدنية الانتقالية
إذا كان استيلاء الجيش على الحكم بقيادة العقيد جعفر محمد نميري قد جاء مفاجئا، على الأقل للبعض، فإن مجيء الفريق عبد الرحمن سوار الذهب إلى سدة الحكم في 6 ابريل / نيسان 1985، لم يكن مفاجئا بل كان الحدث الذي توقعه كثيرون على الأقل منذ فترة قبل وقوعه.
وتماما كما بدأت احتجاجات أكتوبر / تشرين الأول 1964، عفوية بسيطة سرعان ما تطورت إلى عصيان مدني شامل أجبر العسكر على التنازل عن السلطة، بدأت احتجاجات ابريل/ نيسان 1985 م، بمظاهرات بسيطة عفوية ضد التسعيرة الجديدة المرتفعة التي وضعتها الحكومة لبعض السلع ومن ضمنها السكر، إلا أن مظاهرات «السكر المر» كما أطلق عليها سرعان ما تطورت إلى إضرابات واحتجاجات متواصلة رغم تراجع الحكومة عن التسعيرة الجديدة، حتى اضطرت القيادة العامة للجيش بقيادة الفريق طيار ركن/ محمد ميرغني الطاهر التدخل لتفادي تردي الأوضاع الأمنية وتفشى الفوضى أمام عجز الحكومة التي كان يرأسها نائب الرئيس عمر محمد الطيب ـ وكان الرئيس جعفر نميري خارج البلاد في زيارة للولايات المتحدة ـ في احتواء الأزمة.
فاجتمع بعض من قادة الجيش في القيادة العامة في يوم 5 أبريل وتم النقاش عن احوال البلاد وبعدها لم يجدون أي حل غير الاتفاق على الانحياز للشارع حقنا للدماء وتفشي الفوضى في ذلك الوقت لم يكن حاضرا الفريق أول عبد الرحمن سوار الذهب تم استداعه في حوالي الساعة الثانية والنصف من فجر 6 أبريل ولم يأتي وحده، اتى معه عمر محمد الطيب حينها وجه الفريق أول تاج الدين عبد الله الكلام لسوار الدهب على انهم اتفقو كأعضاء المجلس العسكري لاستلام السلطة، وقتها قام عمر محمد الطيب بالتدخل والنقاش.
و فجأة اوقف الفريق محمد ميرغني الطاهر عمر محمد الطيب عن الكلام واخبره أن ليس له أي دخل في هذا في الاجتماع واوكل فارس من هيئة الاستخبارات لأخذه إلى مكتبه حتى إشعار آخر
و قام بإعطاء الفريق أول عبد الرحمن سوار الذهب خياران:
1-معنا.
2-لست معنا، فلتذهب إلى بيتكم وتنام فليس لك أي دخل في الذي سوف يحصل.
فقام عبد الرحمن سوار الذهب من مقعده وجلس في مقعد الرئيس جعفر نميري.
فقاموا قيادات المجلس بإشراك قادات الوحدات في المجلس لتأمين العاصمة وفي صباح يوم السبت 6 أبريل / نيسان 1985، أذاع الفريق أول عبد الرحمن سوار الذهب وزير الدفاع والقائد العام لقوات الشعب المسلحة بيانا أعلن فيه الاستيلاء على السلطة وإنهاء حكم الرئيس نميري.
وجاء في تبرير تلك الخطوة بأن
. حسبما جاء في بيان الفريق عبد الرحمن سوار الذهب.
وصدرت بعد ذلك عدة قرارات نصت على تعطيل العمل بالدستور وإعلان حالة الطوارئ في البلاد، وإعفاء رئيس الجمهورية ونوابه ومساعديه ومستشاريه ووزرائه وحل الاتحاد الاشتراكي، إلا أن أهم ما جاء في تلك القرارات والأوامر هي أهداف مرحلة التغيير التي وصفت بأنها «مرحلة انتقالية، لا تهدف إلى استبدال نظام عسكري بآخر»، بل أنها جاءت من أجل احتواء كل الآثار المترتبة في فترة الحكم الماضي في شتى المجالات الاقتصادية والسياسية والاجتماعية، بالإضافة إلى إعداد ميثاق عمل سياسي وطني يقوم على مرتكزات أساسية (الاستقلال التام، الحفاظ على الوحدة الوطنية) أي باختصار التمهيد لحكومة تعمل على حل مشاكل السودان السياسية وفي مقدمتها مشكلة الحكم والحرب في الجنوب. وفي 9 أبريل / نيسان 1985، أعلن عن تشكيل مجلس عسكري انتقالي لممارسة أعمال السلطتين السلطة التشريعية والتنفيذية برئاسة الفريق أول عبد الرحمن سوار الذهب والفريق أول تاج الدين عبد الله فضل نائبا له، وعضوية 13 من كبار ضباط الجيش من بينهم اثنان من أبناء جنوب السودان.
كما شكلت حكومة مدنية برئاسة الجزولي دفع الله.

## الحكم المدني الثالث
أنجز الفريق عبد الرحمن سوار الذهب وعده بعد انقضاء مهلة العام في سابقة فريدة من نوعها في أفريقيا والعالم العربي. ولأول مرة يتخلي قائد انقلاب عسكري عن السلطة طواعية وبعد وعد قطعه على مواطنيه دون أن أي مقابل سياسي أو مادي خاص. وجرت الانتخابات في موعدها وفاز فيها حزب الأمة الجديد بزعامة الصادق المهدي، متقدما على غيره من الأحزاب وتولى رئاسة مجلس الوزراء، بينما جاء الحزب الإتحادي الديمقراطي في المرتبة الثانية الذي كان يتزعمه أحمد الميرغني وتولى رئاسة مجلس رأس الدولة، فيما خرج منها حزب الجبهة الإسلامية القومية وزعيمه حسن الترابي ليتصدر صفوف المعارضة في البرلمان. وسلم سوار الذهب السلطة إلى الحكومة المدنية الجديدة.
اتسمت فترة الديمقراطية الثالثة بعدم الاستقرار، إذ تم تشكيل خمس حكومات ائتلافية في ظرف أربع سنوات. قام الحزب الإتحادي الديمقراطي الذي خرج من الحكومة الائتلافية بتوقيع اتفاق سلام مع الحركة الشعبية لتحرير السودان التي حققت انتصارات عسكرية نتيجة للمساعدات العسكرية والدعم السياسي الذي تلقته من إثيوبيا وبعض الدول الأفريقية المجاورة للسودان، والمنظمات الكنسية. ونص الاتفاق على وقف لإطلاق النار إلى جانب رفع حالة الطواريء بغية تمهيد الطريق أمام مؤتمر دستوري عام، على أن يسبقه تجميد العمل بالعقوبات الحدية (الشريعة الإسلامية أو قوانين سبتمبر كما كان يطلق عليها) أواستبدالها بقوانين جديدة مماثلة.
كانت الهزائم المتلاحقة التي منيت بها القوات الحكومية في جنوب السودان سببا في تذمر القيادة العامة للجيش التي عقدت اجتماعا وتقديمها مذكرة لرئيس الحكومة الصادق المهدي، مطالبة أياه بالعمل على تزويد الجيش بالعتاد العسكري الضروري، أو وضع حد للحرب الدائرة في الجنوب. وأحدثت المذكرة بلبلة سياسية في البلاد لأنها تتضمن تهديدا مبطنا للحكومة أو على الأقل توبيخا رسميا لتقصيرها في إحدى مهامها الأساسية وهي الدفاع عن البلاد، بإهمالها التزاماتها تجاه الجيش. كما كانت تلك المذكرة مؤشرا خطيرا لتدخل الجيش في السياسة بشكل مباشر؛ بل كان من الغريب أن يقحم جيش - في نظام ديمقراطي- نفسه في السياسة مبتعدا عن المهنية، ويخطر رئيس الحكومة علنا وبشكل مباشر، وليس عن طريق وزير الدفاع، بما يجب أن يعمله لحل المشاكل الوطنية. تدهورت العلاقة بين الجيش وحكومة الصادق المهدي بعد توجيه الفريق فتحي أحمد علي القائد العام إنذارا إلى الحكومة وطالبها بالاعتدال في مواقفها السياسية ورفع المعاناة عن كاهل المواطنين. رفض الصادق المهدي هذا التهديد واصدر حزب الأمة بيانا إدان فيه مسلك القائد العام وتدخل الجيش في السياسة.
لكن نتيجة تلك المذكرة كانت رضوخ حكومة المهدي في نهاية المطاف للضغوط وإعلانها قبول اتفاقية السلام التي أبرمها الحزب الإتحادي الديمقراطي مع الحركة الشعبية لتحرير السودان، وبطبيعة الحال كانت تلك الخطوة بداية النهاية لحكومة الصادق المهدي الديمقراطية.

## انقلاب الحركة الإسلامية
في العام 1989 قامت الجبهة الإسلامية بانقلاب عسكري تحت اسم ثورة الإنقاذ الوطني، في بداية الانقلاب لم يكن معروفا توجه الانقلابين السياسي ثم ظهرت الجبهة الإسلامية بزعامة حسن عبد الله الترابي من وراءه، وكنتيجة لسياسات الحكومة السودانية الجديدة فقد تردت علاقاتها الخارجية وتمت مقاطعة السودان وإيقاف المعونات من قبل الولايات المتحدة الأمريكية، وتم إدراجه ضمن قائمة الدول الراعية للإرهاب.